# It's a Mystery
「イッツ・ア・ミステリー」（It's a Mystery）は、ストラトヴァリウスのシングル。ヨーロッパのみでリリースされた。フランス版『インフィニット』のボーナストラックであり、コンピレーションアルバム『インターミッション』に収録されている。ティモ・トルキ作曲、ティモ・コティペルト作詞。

## 収録曲
1. "It´s a Mystery" (4:04)
2. "Why Are We Here?" (4:43)